# The Chemical Brothers
The Chemical Brothers es un dúo británico de música electrónica, formado en Mánchester en 1989 por Tom Rowlands y Ed Simons. Al principio se hicieron llamar "The Dust Brothers" pero tuvieron que cambiarlo debido a que ya existía otro grupo en Estados Unidos con el mismo nombre. Conocidos por sus actuaciones en vivo, junto con The Prodigy, Fatboy Slim y otros más, fueron los pioneros del género big beat.

## Historia

### Inicios
Ed Simons (Edmund John Simons) nació en Herne Hill, Londres, Inglaterra, el 9 de junio de 1970. Sus intereses de joven fueron la música y la aviación. Simons asistió a dos escuelas públicas de Londres, Alleyn's School y Dulwich College. Durante la escuela, Simons adquirió el gusto por la música Hip hop.
Tom Rowlands (Thomas Owen Mostyn Rowlands), quien fuera compañero de colegio de Simons, nació el 11 de enero de 1971 en Kingston-Upon-Thames. Cuando Rowlands era muy joven, su familia se traslada a Henley-on-Thames. Más tarde asistió a la escuela en Reading, Berkshire, tiempo en el cual se interesó por la música escocesa, en especial por el sonido de la gaita. En su temprana adolescencia, su interés por la música se amplió a otros géneros. Al principio, algunos de sus favoritos incluyeron la banda sonora de Oh What a Lovely War y los sonidos tecno de artistas como Heaven 17, Kraftwerk, New Order, y Cabaret Voltaire. Describió el primer álbum de Public Enemy como el disco que probablemente cambió su vida. Rowlands también comenzó a escuchar grabaciones de hip hop con artistas como Eric B, Schoolly D. Cuando llega a la Universidad, sigue a Simons a Mánchester principalmente para sumergirse en su escena musical.
Antes de mudarse a Mánchester y unirse profesionalmente a Simons, Rowlands formó en Londres, junto a sus amigos Brendan y Mate, una banda llamada Ariel. Su primer sencillo fue "Sea of Beats". Otras canciones, editadas generalmente en formato 12" pulgadas, incluyen "Mustn't Grumble" y su más conocido, "Rollercoaster". Su sello discográfico deConstruction insistió en que consiguieran una cantante femenina, y después de algunas canciones decepcionantes como "Let It Slide", el grupo se deshizo. Una de las últimas cosas que Rowlands hizo en Ariel fue la canción "T Baby" que fue remezclado posteriormente por el dúo.
Rowlands y Simons comenzaron a trabajar en un club llamado "Naked Under Leather" en 1992, bajo el alias "The 237 Turbo Nutters" (llamados así por el número de su casa en Dickenson Road en Mánchester y una referencia a sus días de rave en Blackburn). Su repertorio contenía hip hop, techno y house. Adoptaron el nombre artístico de The Dust Brothers y comenzaron a quedarse sin pistas instrumentales convenientes de hip hop para usar, así que ellos comenzaron a hacer las suyas propias. Usando un sistema hi-fi Hitachi, un ordenador, un sampler y un teclado, grabaron "Song To The Siren", que samplea la versión de This Mortal Coil. "Song To The Siren" fue editada por su propio sello "Diamond Records". Grabaron 500 copias que intentaron distribuir por tiendas de discos de Londres, con la negativa de todas aduciendo que la canción era demasiado lenta (era a 111 BPM). Enviaron una copia al DJ Andrew Weatherall, que usó el tema en todas sus sesiones. Weatherall fichó a la banda para su propio sello, Junior Boy's Own, que en mayo de 1993 editó "Song To The Siren".
El dúo completó la universidad con buenos resultados. Alrededor de junio de 1993, The Dust Brothers hicieron sus primeras nuevas mezclas. La primera fue "Packet Of Peace" para el equipo de Justin Robertson, seguida de pistas para Leftfield, República y The Sandals. Más tarde en 1993, The Dust Brothers completaron su EP "Fourteenth Century Sky", editado en enero de 1994. Contiene el rompedor "Chemical Beats", que personificó el típico género del dúo y que define el sonido big beat, más tarde asumido por Fatboy Slim. El EP también contiene "One Too Many Mornings", que por primera vez mostró el lado menos intenso de The Dust Brothers. Ambos temas más tarde aparecerían sobre su álbum de debut. Fourteenth Century Sky fue seguido más tarde ese mismo año por el EP "My Mercury Mouth". "Chemical Beats" formó también parte de la banda sonora para la primera edición de la famosa serie de juegos Wipeout.
En octubre de 1994, The Dust Brothers comenzaron a trabajar como DJ's residentes en el pequeño, pero enormemente influyente Heavenly Sunday Social Club en el Albany pub de Londres. Personajes como Noel Gallagher, Paul Weller, James Dean Bradfield y Tim Burgess eran visitantes regulares. Posteriormente pidieron a The Dust Brothers mezclar de nuevo pistas de Manic Street Preachers y The Charlatans, más "Jailbird" de Primal Scream y "Voodoo People" de The Prodigy. Estas dos nuevas mezclas recibieron la atención de la cadena de televisión MTV Europe en 1995.

### Éxito comercial
En marzo de 1995, The Dust brothers comenzaron su primera gira internacional, que incluyó los Estados Unidos, donde compartieron cartel con Orbital y Underworld, y una serie de festivales europeos. En este momento, los The Dust Brothers originales amenazaron con un pleito por el empleo de su nombre, por lo que Rowlands y Simons tuvieron que cambiarlo rápidamente, adoptando definitivamente el nombre de The Chemical Brothers. En junio de este mismo año editaron su siguiente sencillo "Leave Home", el primero bajo su nueva identidad, como adelanto de su álbum debut, Exit Planet Dust que fue publicado en julio. Con "Leave Home" consiguieron entrar por primera vez en las listas de éxitos. El álbum, editado por el sello Freestyle Dust/Junior Boy's Ownm entró en las listas británicas en el número 9 y destacó a la vocalista invitada Beth Orton en la canción "Alive Alone". Poco después de su edición, The Chemical Brothers firmaron con Virgin Records. Para la edición de su siguiente sencillo "Life Is Sweet" en septiembre de 1995, contaron con la colaboración de Tim Burgess, vocalista de The Charlatans. Alcanzó el número 25 en las listas de éxitos. La edición incluyó una nueva remezcla del tema de Daft Punk, "Life Is Sweet".
En enero de 1996, Exit Planet Dust fue disco de oro. The Chemical Brothers editaron su primer material nuevo en 6 meses con Virgin, el EP "Loops Of Fury". Las cuatro pistas del disco se limitaron a una edición de 20.000 copias. Entró en las listas británicas en el número 13. El EP contenía, además del tema que le daba título, una nueva remezcla de Dave Clarke de "Chemical Beats", y otras dos pistas nuevas "Get Up On It Like This" y "(The Best Part Of) Breaking Up". Durante el Festival de Glastonbury de 1995, Rowlands y Simons entraron en contacto con Noel Gallagher para su colaboración en un futuro tema, similar al modo el que Tim Burgess había trabajado con "Life Is Sweet". A pesar de que el cantante de Oasis estaba inmerso en la grabación de (What's the Story) Morning Glory? y las complejidades de trabajar con distinto sello, el dúo trabajó sobre una pista en la que ellos pensaron que beneficiaría tener un vocalista y enviaron a Gallagher una cinta de lo que habían hecho hasta ahora. Gallagher trabajó con este material durante una sola noche y a la mañana siguiente estaba listo para grabarla. "Setting Sun" fue publicado en octubre de 1996 alcanzando el número uno de las listas británicas.
En marzo de 1997, The Chemical Brothers publicaron, como adelanto de su siguiente álbum, el sencillo "Block Rockin' Beats", que alcanzó nuevamente el número 1 en el Reino Unido, gracias esta vez al sample vocal de Schoolly D y la adaptación del bassline de la canción "The Well's Gone Dry del grupo The Crusaders. Por este trabajo recibieron un Premio Grammy en la categoría de mejor interpretación instrumental de rock. El 7 de abril publicaron su segundo álbum, "Dig Your Own Hole", que fue grabado en el propio estudio del sur de Londres del sello, con el título tomado de un grafiti pintado en la pared exterior del edificio. Durante el verano de 1997, el dúo se embarcó en una gira internacional. En Estados Unidos entraron en contacto con los The Dust Brothers originales para pedirles usar una remezcla para su siguiente sencillo, "Electrobank", que saldría publicado en septiembre. En noviembre, el dúo tocó en el Point Theatre de Dublín, con apoyo de Carl Cox, antes de comenzar en Detroit su gira por Estados Unidos. Al final del año, la pista final de Dig Your Own Hole, los nueve largos minutos de "The Private Psychedelic Reel" dieron lugar a una edición limitada en mini-EP del mismo nombre. El lado b consistió en una versión en vivo de "Setting Sun", grabada en el Lowlands Festival, Países Bajos, el 24 de agosto.
En 1998, el dúo se concentra en su faceta como Dj's, a pesar de que algunos remixes vieran la luz, como "I Think Im In Love" de Spiritualized, en cuyo lanzamiento se incluyeron dos versiones, vocal e instrumental. Otra remezcla completada por The Chemical Brothers fue "Delta Sun Bottleneck Stomp", de Mercury Rev, como añadido en la colaboración entre las dos bandas, desde que su miembro Jonathon Donahue contribuyera en "The Private Psychedelic Reel" de Dig Your Own Hole. En septiembre de este mismo año, publicaron un segundo álbum de remezclas. Contiene algunas de sus propias canciones y remezclas, así como canciones de artistas que han influido en su sonido, como Renegade Soundwave, Meat Beat Manifesto y Kenny 'Dope' González.
En mayo de 1999, The Chemical Brothers tocan en tres fechas en el Reino Unido Mánchester, Sheffield y Brighton, las primeras desde diciembre de 1997. También en este mes lanzaron su primer material original en dos años, una pista llamada "Hey Boy Hey Girl", que estaba más influenciado por el house que por el hip-hop. En entrevistas en esos momentos, Rowlands y Simons indicaron que el tema fue inspirado por las noches en el club de Sheffield "Gatecrasher". El tema fue también uno de sus más accesibles comercialmente y se dirigió al número 3 en las listas del Reino Unido. Además ese mismo año en julio participan en el Festival Woodstock.

### SurrenderyCome with Us
Su tercer álbum Surrender salió en junio de 1999. Contaba con las voces de Noel Gallagher y los vocalistas de Mercury Rev, Jonathan Donahue y Mazzy Star, Hope Sandoval. Como "Hey Boy, Hey Girl" sugería, fue un álbum más orientado al house que los dos anteriores. En otro de los temas del álbum más destacados, "Out Of Control", colaboran los vocalistas de New Order, Bernard Sumner y de Primal Scream. Alcanzó el número 1 en el Reino Unido de la lista de álbumes y fue muy elogiado en la prensa. El video musical dirigido por Michel Gondry del tema "Let Forever Be", en el que colabora Noel Gallagher, utiliza novedosos efectos de vídeo que tratan de describir las pesadillas de una mujer joven y también recibió mucha atención. Ese verano realizan una gira por el Reino Unido para, en octubre, sacar el sencillo de "Out of Control", con las voces de Sumner y Gillespie. La publicación también contiene el largamente anticipado remix de Sasha. El último sencillo de Surrender, publicado en febrero de 2000, fue el quinto tema "Music: Response". Un EP que contiene la canción titular y dos remezclas, además de una nueva pista, "Freak of the Week" y un tema llamado "Enjoyed", que era esencialmente un remix de "Out Of Control".
En junio de 2000, el dúo actuó de nuevo en el Festival de Glastonbury logrando la audiencia más grande jamás visto en la historia del festival y en agosto lo hicieron con una gran multitud en el escenario principal en el Festival Creamfields, Irlanda. En diciembre de 2000, The Chemical Brothers estrenaron el tema, "It Began in Afrika", durante una actuación en Nueva York, como teloneros de U2. "It Began In Afrika" recibió mucha atención por parte de las emisoras de radio de música de baile en el Reino Unido y se hizo muy popular en los clubes en el curso del verano, sobre todo en Ibiza. Fue publicado como sencillo en septiembre, alcanzando el número 8 en el Reino Unido. En 2001 siguieron siendo muy activos con las actuaciones en vivo, como lo demuestra que el tema "Galaxy Bounce" hiciera su debut también en directo, en el Coachella Valley Music and Arts Festival, en California, en abril de 2001. Rowlands y Simons también remezclaron una pista del disco de Fatboy Slim Halfway Between The Gutter And The Stars, llamado "Song For Shelter."
The Chemical Brothers terminaron de trabajar en su cuarto álbum, Come with Us, en octubre de 2001. En él se incluyeron colaboraciones como la de Richard Ashcroft, vocalista de The Verve, en "The Test", y de Beth Orton en "The State We're In". El álbum fue lanzado en enero de 2002, precedido por el sencillo "Star Guitar", un tema melódico con un vídeo de promoción dirigido por Michel Gondry, que incluyó la escena de un paisaje pasando a través de una ventana de tren sincronizado al ritmo de la música. Come with Us no fue tan bien recibido como sus anteriores álbumes, pero, no obstante, fue directo al número 1 de las listas en el Reino Unido en la primera semana de su lanzamiento, con la venta de 100.000 copias. En abril, la canción que da título al álbum fue editada como sencillo con remezclas de Fatboy Slim, como parte de un sencillo doble lanzado junto a "The Test". Una de las canciones de este álbum, "Galaxy Bounce", figura como el principal título de música para el juego de Xbox Project Gotham Racing. Sus canciones han sido utilizadas para el juego de carreras de PS2 WRC II: Extreme, como "Come with Us", en la introducción y "Star Guitar", en la pantalla de título, ambas instrumentales.
Durante el verano de 2002, The Chemical Brothers recorrió el circuito de festivales para promover el álbum. Posteriormente editaron dos EP, uno específicamente destinado a Japón y el otro a los Estados Unidos. Ambos contienen remezclas, versiones en vivo y lados B. Otra de las otras grandes y conocidas canciones de este álbum fue "Galaxy Bounce", figura como el principal título de música para el juego de Xbox Project Gotham Racing. Sus canciones han sido utilizadas para el juego de carreras de PS2 WRC II: Extreme, como "Come with Us", en la introducción y "Star Guitar", en la pantalla de título, ambas instrumentales.
A finales de 2002 y principios de 2003 Rowlands y Simons se metieron otra vez en los estudios, trabajando en nuevo material. Este incluía "The Golden Path", una colaboración con Wayne Coyne, el cantante de The Flaming Lips. Fue puesto en circulación en septiembre de 2003, junto a unos grandes éxitos, titulado "Singles 93-03", remarcando los diez años de trabajo de The Chemical Brothers. Singles 93-03 incluía la mayoría, pero no todos, de sus sencillos. Otra segunda novedad, además de "The Golden Path", que se incluyó en el álbum es "Get Yourself High". Singles 93-03 fue también publicado en formato DVD, cuyas características adicionales incluyen determinadas actuaciones en directo y entrevistas con Rowlands, Simons y muchos de sus colaboradores de todo el período. "Get Yourself High", con el rapero canadiense K-os como vocalista, se lanzó como sencillo en noviembre de 2003.
A finales de 2003 y principios de 2004, The Chemical Brothers siguieron trabajando en el estudio, en nuevo material y en un remix de "Slow" de Kylie Minogue. Después de ser publicado en un raro vinilo sin sello, fue posteriormente lanzado comercialmente en marzo en CD junto a su siguiente sencillo, "Red Blooded Woman") y en un exclusivo vinilo de 12" pulgadas que contiene otras dos remezclas de Kylie. En el verano de 2004 regresan al circuito de festivales, incluyendo presentaciones en el Festival de Glastonbury, Tokio, Escocia e Irlanda. También visitaron América del Sur por primera vez, llegando a Chile, Argentina y Brasil. Fue durante esos conciertos que presentaron nuevo material, como "Acid Children", que resultó ser uno de los más populares nuevos temas. En septiembre de 2004 publicaron Electronic Battle Weapon 7 únicamente como promoción en formato 12" pulgadas, que contiene "Acid Children". Este tema marcó un cambio en los esfuerzos musicales anteriores de Chemical Brothers. The Electronic Battle Weapon Series son publicados promocionalmente para permitir a los Dj's poner a prueba en un club su popularidad.

### Push The ButtonyFurther
En 2004, The Chemical Brothers comenzaron a trabajar en Push The Button, su quinto álbum de estudio, que dispone de las colaboraciones de Tim Burgess, Kele Okereke y Anwar Superstar. El álbum fue lanzado el 24 de enero de 2005. "Galvanize", que ofrece la voz de Q-Tip, fue el primer sencillo extraído y se estrenó exclusivamente en iTunes. El sencillo fue lanzado el 17 de enero de 2005, y entró en Reino Unido en el número 3. El segundo sencillo "Believe", con Kele Okereke de Bloc Party, no consiguió entrar en el top 10, pero aun así llegó al 18. "The Boxer", con Tim Burgess, se convirtió en el primer sencillo del dúo que no logró alcanzar el top 40. Tanto el álbum como el sencillo "Galvanize" fueron galardonados en los Premios Grammy de 2006. Una de las canciones de este álbum, "The Big Jump" aparece en el videojuego Burnout Revenge, así como en Project Gotham Racing 3. La pista "Surface To Air" ofrece una electrizante progresión de acordes en la introducción que recuerda a la canción de The Strokes "The Modern Age".
En septiembre de 2006, fueron el primer grupo musical en participar en Tate Tracks Archivado el 17 de febrero de 2012 en Wayback Machine.. La Tate Modern invitó a diferentes grupos y compositores a elegir un trabajo que los inspirara de entre su colección de arte moderno, y a continuación, escribiera una canción sobre ella. La de The Chemical Brothers, "Rock Drill", fue inspirada por la escultura de Jacob Epstein, "Torso en Metal de The Rock Drill", y se puede escuchar en los auriculares que están enfrente de la obra en la galería. Desde octubre de 2006, también se encuentra disponible para escuchar en línea en el sitio web de Tate Tracks. El 21 de marzo de 2007, el dúo presentó oficialmente su nuevo álbum en MySpace. We Are The Night, fue lanzado el 2 de julio en el Reino Unido y el 17 de julio en los Estados Unidos. En él colaboraron Klaxons, en "All Rights Reversed"; Midlake, en "The Pills Won't Help You Now"; Ali Love, en "Do It Again"; Juana Molina, en "Seal" y Willy Mason en "Battle Scars". El 12 de abril de 2007, presentaron en primicia a través del programa de la BBC Radio 1, "In New Music We Trust", el sencillo, "Do It Again".
El 30 de marzo de 2010, la banda anunció el lanzamiento de un nuevo disco llamado Further, que sería lanzado a principios del mes de junio del mismo año. Varias de las canciones de este álbum fueron publicadas antes del disco en presentaciones en vivo, filtraciones en iTunes e internet entre otras. "Escape Velocity" fue tocada en vivo el 2 de agosto de 2009 en una presentación del dúo en Jesolo. "Wonders of the Deep" fue también presentada en vivo el 10 de diciembre de 2005 durante un concierto en el Brixton Academy. Debido a la gran acogida que tuvo el álbum por parte del público, Rowlands y Simons realizaron una gira mundial que finalizó en noviembre de 2011. El dúo colaboró con la banda sonora de la película El cisne negro, con el tema "Don't Think".
El 23 de abril de 2015 publicaron en su canal oficial de Vevo en YouTube y a través de las redes sociales el audio oficial de un nuevo sencillo "Sometimes I Feel So Deserted" y anunciaron que tras cinco años desde el lanzamiento de su último trabajo discográfico Further, lanzarían un nuevo álbum de estudio. Este álbum, el octavo de su carrera, tuvo por nombre Born in the Echoes y contó con colaboraciones vocales de artistas como St. Vincent, Beck, Q-Tip, Cate Le Bon y Ali Love. Su lanzamiento fue anunciado para el día 17 de julio y el 3 de mayo se lanzó oficialmente "Go" el primer sencillo oficial del álbum, que contó con Q-Tip como vocalista.

### Últimos años
El 10 de enero de 2018, The Chemical Brothers anunciaron la publicación de su noveno álbum, No Geography, vía Instagram. Publicaron su primera canción en tres años, con el título de "Free Yourself", el 28 de septiembre de ese mismo año como adelanto. El álbum fue finalmente publicado el 12 de abril de 2019, recibiendo críticas positivas. En 2020, fue galardonado con tres Premios Grammy.

## Tipografía
La fuente de escritura característica del logo de "The Chemical Brothers" fue diseñada por Karlgeorg Hoefer en 1992 desde la fuente Sho, de la que se diferencia en solo unos pocos detalles, como las letras "a" y "b". Linotype posee la licencia de esta fuente de escritura.

## En vivo
The Chemical Brothers son acreditados por ser uno de pocos grupos electrónicos que realizan actuaciones en grandes recintos, donde disponen pantallas gigantes que muestran imágenes psicodélicas, luces estroboscopicas y láseres que proyectan sobre el público. Han tocado en muchos festivales principales, como Glastonbury, Reading, Sónar, Summercase, Creamfields, Optimus Alive, Festival Corona Capital, Festival Corona Capital Guadalajara y Festival Iberoamericano de Cultura Musical Vive Latino. Se ha especulado mucho sobre cuanta de su música en vivo es grabada, aunque ellos insisten en su web que tienen una mera lista de canciones y el resto es mezclado en directo. Esto lo confirmaría el público que ha acudido a varios conciertos consecutivos y ha percibido notables diferencias entre las canciones pinchadas. 
Además de la realización de su propia música, también pinchan regularmente en sesiones donde mezclan las pistas de otros artistas (al estilo de "Brothers Gonna Work It Out") como su versión de Tomorrow Never Knows de The Beatles, imprescindible en sus conciertos, que también incluyen colaboraciones de vocalistas como Bernard Sumner de New Order, quien cantó el original de Out of Control, y Tim Burgess. El dúo también tocó en el lanzamiento para la videoconsola Wii.

## Discografía

### Álbumes de estudio
- Exit Planet Dust (1995)
- Dig Your Own Hole (1997)
- Surrender (1999)
- Come with Us (2002)
- Push The Button (2005)
- We Are The Night (2007)
- Further (2010)
- Born in the Echoes (2015)
- No Geography (2019)
- For that beautiful feeling (2023)

### Compilaciones
- Singles 93-03 (2003)
- The Remixes Volume 06 (2006)
- B-Sides Volume 1 (2007)
- Brotherhood (The Best Of) (2008)

### Álbumes en directo
- Don't Think (2012)

### Original Motion Picture Soundtracks
- Hanna (Original Motion Picture Soundtrack) (2011)

### DJ Mixes
- Live at the Social Volume 1 (1996)
- Radio 1 Anti-Nazi Mix / Interview (1997)
- Brothers Gonna Work It Out (1998)
- In Glint (2002)

### Sencillos/EPs
- Song to the Siren como The Dust Brothers (1993)
- Fourteenth Century Sky como The Dust brothers (1994)
- My Mercury Mouth como The Dust Brothers (1994)
- Leave Home (1995)
- Life is Sweet (1995)
- Loops of Fury (1996)
- Setting Sun (1996)
- Block Rockin' Beats (1997)
- Elektrobank (1997)
- The Private Psychedelic Reel (1997)
- Hey Boy Hey Girl (1999)
- Let Forever Be (1999)
- Out of Control (1999)
- Music: Response (2000)
- It Began in Afrika (2001)
- Star Guitar (2002)
- Come With Us/The Test (2002)
- The Golden Path (2003)
- Get Yourself High (2003)
- Galvanize (2005)
- Believe (2005)
- The Boxer (2005)
- Do It Again (2007)
- The Salmon Dance (2007)
- Midnight Madness (2008)
- Escape Velocity (2010)
- Swoon (2010)
- Another World (2010)
- Theme For Velodrome (2012)
- Go (2015)
- C-h-e-m-i-c-a-l (2015)
- MAH (2019)
- The Darkness That You Fear (2021)
- No Reason (2023)

### Otros
- Serie de Electronic Battle Weapon (1996-presente)